# مؤتمر الرياض 2015 (سوريا)
مؤتمر الرياض هو مؤتمر سياسي سوري انعقد في الفترة من 8–10 ديسمبر 2015 في العاصمة السعودية الرياض بين الأطراف السياسية السورية المختلفة وجاء انعقاده في ظل أحداث الحرب الأهلية السورية والتدخل العسكري الروسي في سوريا، ويهدف المؤتمر إلى الخروج بوثيقة حول مكونات المرحلة الانتقالية في سوريا بناءً على«ما تقتضيه مصلحة الشعب السوري وفي إطار بيان جنيف 1»
من المرجح ان ينقسم المؤتمر إلى قسمين، «الأول يتعلق بالاتفاق على المرحلة الانتقالية وتبني رؤية سياسية واضحة، بالإضافة إلى سوريا المستقبل وتحديدا شكل النظام السياسي. اما الثاني فيتمحور حول كيفية التعامل مع مقررات فيينا وتشكيل لائحة مشتركة من المعارضة للتفاوض مع النظام، وهنا تكمن الصعوبة»

وفي ختام المؤتمر اتفق المجتمعون في العاصمة السعودية – بعد ثلاثة أيام من الجلسات النقاشية – على أن تكون الدولة مدنية ديمقراطية وغير مركزية، مؤكدين أن هدف التسوية هو تأسيس نظام سياسي جديد لا مكان فيه للرئيس بشار الأسد أو أي من أركان حكمه